# Johann Otto Boeckeler
Johann Otto Boeckeler (Oldenburg, 12 agosto 1803 – Varel, 5 marzo 1899) è stato un botanico e farmacista tedesco.
Si specializzò nella famiglia delle Cyperaceae (carici), di cui egli era la nomenclatura binomiale dell'omonima specie.
Venne messo il suo nome nell genere Boeckeleria e nella specie Bulbostylis boeckeleriana.

## Pubblicazioni
- Botanik; edito con Paul Friedrich August Ascherson e altri  (1879), parte di Karl Klaus von der Decken "Reisen in Ost-Afrika", ecc. Bd. 3. Abt. 3.[5]
- Die Cyperaceen des Königlichen Herbariums zu Berlin, Linnaea; Vol. XXXV - XLI, (1900).[6]